# Karl Benckert
Karl Robertson Benckert, född 15 april 1883, död 10 maj 1964 i Danderyds församling, var en svensk jurist.
Benckert disputerade för juris doktorsgrad 1920 och blev docent vid Stockholms högskola i rättshistoria samma år. 1928 blev han professor i civilrätt där. Benckert specialiserade sig på reglerna angående pantsättning, särskilt av lös egendom. Hans huvudarbete är den värdefulla monografin Om exstinktiva förvärv av lös egendom (2 band, 1925). Han utgav även Bidrag till inteckningsinstitutets historia (1920) och Pantsättning eller överlåtelse (1926).
Benckert, som var son till Robert Benckert och till Elis Benckert, var gift med Ingegärd Nyqvist och blev  far till Ingmar Benckert och farfar till Vicki Benckert
Karl Benckert är begravd på Danderyds kyrkogård.